# Anthony Mooyart
Anthony Mooyart est un gouverneur intérimaire du Ceylan néerlandais.